# Mercury-Redstone 1
Il Mercury-Redstone 1 ("MR-1") è stata la prima missione Mercury-Redstone nel Programma Mercury ed il primo tentativo di lanciare una navicella spaziale Mercury con il vettore Redstone. Destinato ad essere una missione senza equipaggio con volo sub-orbitale, venne lanciato il 21 novembre 1960 da Cape Canaveral, in Florida, ma il lancio fallì. La missione è famosa come "four-inch flight", letteralmente "il volo da quattro pollici" (inch), questo perché il razzo si alzò solamente di 4 pollici da terra, ovvero 10 centimetri.

## La missione e il fallimento
La missione Mercury-Redstone 1 (MR-1) era in programma per il 21 novembre 1960. Si sarebbe trattato del primo volo di collaudo nell'ambito del programma Mercury mediante l'utilizzo di un razzo vettore del tipo Redstone completamente assemblato con in punta la capsula Mercury.
Lo scopo della missione era quello di qualificare la navicella Mercury e il Mercury-Redstone per il volo sub-orbitale della missione Mercury. Avrebbe dovuto anche qualificare il controllo automatico di volo del satellite e i sistemi di recupero, così come il lancio, il monitoraggio e le operazioni di recupero a terra. La missione avrebbe dovuto verificare anche i sensori automatici di annullamento del sistema in volo, che sarebbero stati in funzionamento in modalità "open-loop". Ciò significava che il sistema di rilevamento poteva interrompere il volo e segnalare il mission report.
Il razzo vettore, perfettamente assemblato, si trovava sulla rampa di lancio n. 56 di Cape Canaveral ed il conto alla rovescia procedette senza interruzioni fino allo "zero". Il congegno propulsore si accese, per spegnersi però immediatamente dopo. Il razzo si mosse da terra fino ad un'altezza di circa 10 cm (4 inch) per ricadere nell'attrezzatura di sostegno.
Nello stesso istante, il razzo della torre del sistema di salvataggio (LES) si accese, scagliando la stessa ad una distanza di circa 120 m (400 piedi), dove precipitò a terra, mentre la capsula rimase attaccata alla punta del razzo vettore. Tre secondi più tardi si aprì il primo paracadute della capsula Mercury e poco dopo quello principale, così che gli stessi rimasero penzolanti all'esterno del razzo vettore.
La missione di riserva, la Mercury-Redstone 1A (MR-1A), svoltasi il 19 dicembre 1960 invece non riscontrò problemi. Il veicolo spaziale raggiunse un'altezza di circa 210 km (131 miglia) e venne recuperato da un elicottero 15 minuti dopo l'atterraggio nelle acque dell'Oceano Atlantico.

## Cause del fallimento
Un'inchiesta ha scoperto che lo spegnimento del motore principale venne causato da un errato cablaggio dei cavi elettrici. Tali cavi erano proprio cavi di controllo, con vari segnali di controllo, tra cui quelli di spegnimento, accensione e controllo da terra. Entrambi i cavi furono installati all'interno del bordo inferiore del razzo in una delle alette di coda, tale parte doveva essere espulsa durante il decollo. Il cavo di controllo si supponeva dovesse essere separato per primo, seguito dal cavo di alimentazione. Tuttavia per questo lancio, il cavo di controllo per il Redstone fu sostituito con un cavo più corto costruito appositamente per il Mercury-Redstone.
Tale cavo era stato bloccato per compensare una maggior lunghezza, ma quando si effettuò il lancio, tale operazione non funzionò correttamente, e il cavo di controllo si separò 29 millisecondi dopo il cavo di alimentezione.
Durante questo breve lasso di tempo, la mancanza di elettricità messa a terra causò un notevole fluire di corrente elettrica attraverso un relè che controllava l'innesco del motore. Questo relè si bruciò, causando al Redstone lo spegnimento immediato del motore in piena fase di lancio, quindi automaticamente scattò l'accensione del LES Motor (Launch Escape System) che avrebbe dovuto "mettere in salvo la capsula".
A sovrintendere alla separazione della capsula c'era un sensore di velocità che verificava la reale accelerazione del razzo. Il meccanismo era progettato per la separazione della capsula durante la salita; poiché il razzo si trovava ancora sulla rampa di lancio, quindi con accelerazione costante di 1 g, il sensore ne impedì la separazione.

## Conseguenze
Per evitare il ripetersi del difetto venne aggiunto un collegamento di messa a terra e una cinghia di circa 12 pollici (30 cm) per collegare elettricamente il razzo sulla rampa di lancio. Questa cinghia è stata progettata per separare dal razzo e tutti gli altri collegamenti elettrici a terra, inoltre si modificarono i tempi di taglio del segnale fino a 129,5 secondi dopo il decollo.
Il Mercury-Redstone subì alcuni danni dovuti al ricadere sulla rampa di lancio, ma si poteva ancora riparare: venne trasportato al Marshall Space Flight Center a Huntsville, Alabama, e tenuto di riserva. Tuttavia si pianificò una nuova missione, la Mercury-Redstone 1A (MR-1A), per la quale si sarebbe utilizzato un nuovo razzo Mercury-Redstone, chiamato MR-3.

## Galleria d'immagini

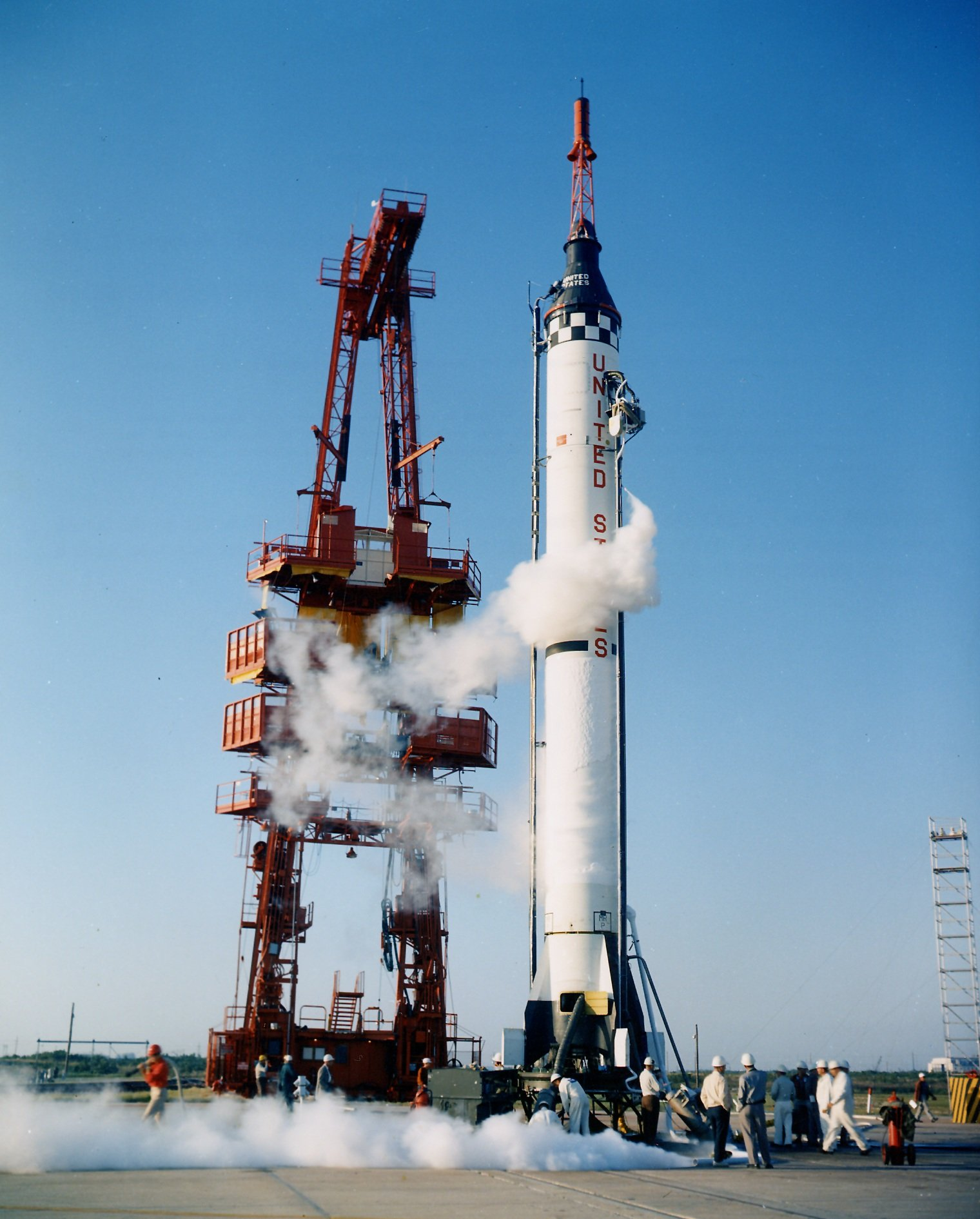
Gli ultimi preparativi al lancio, 21 novembre 1960
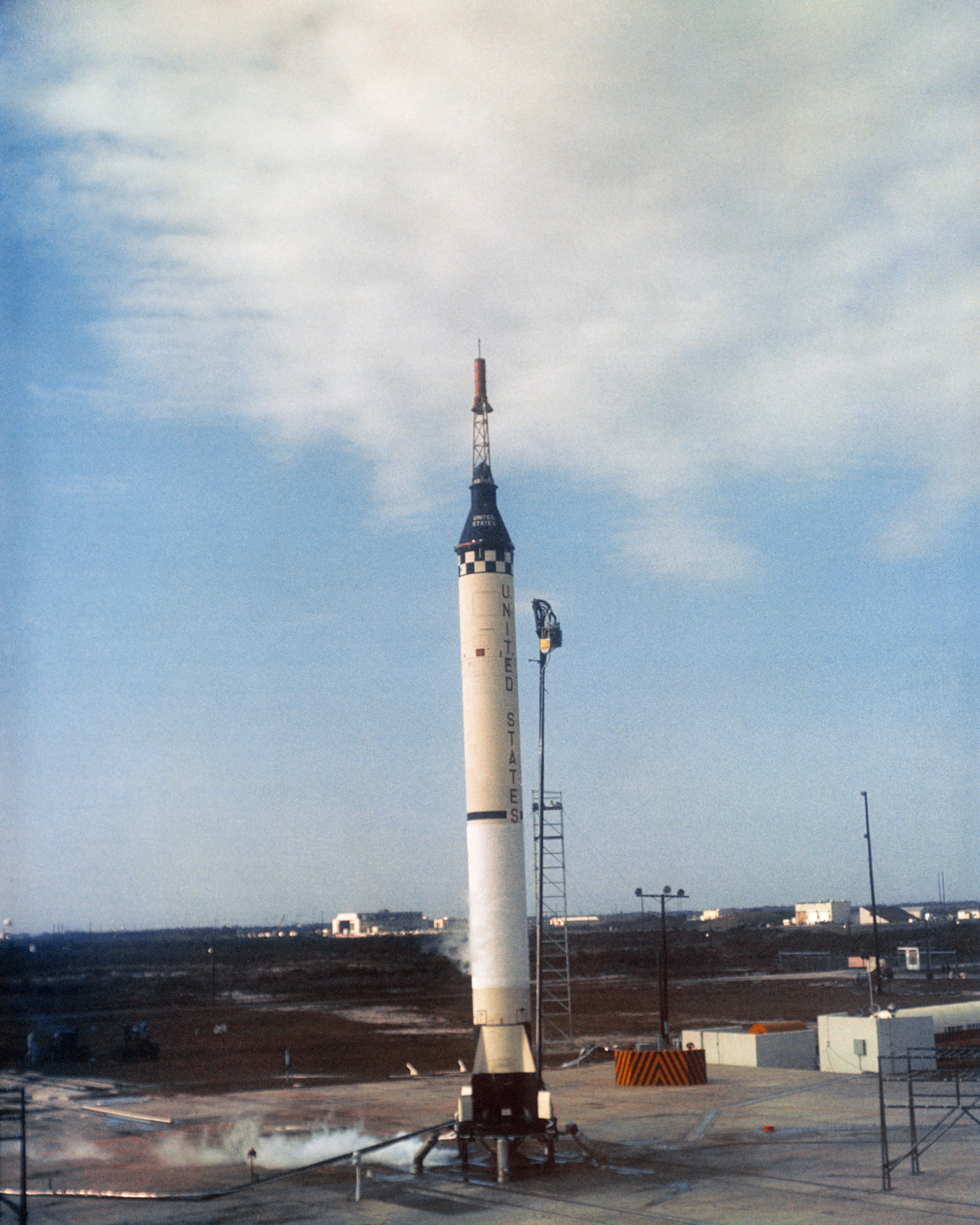
Il momento dell'accensione
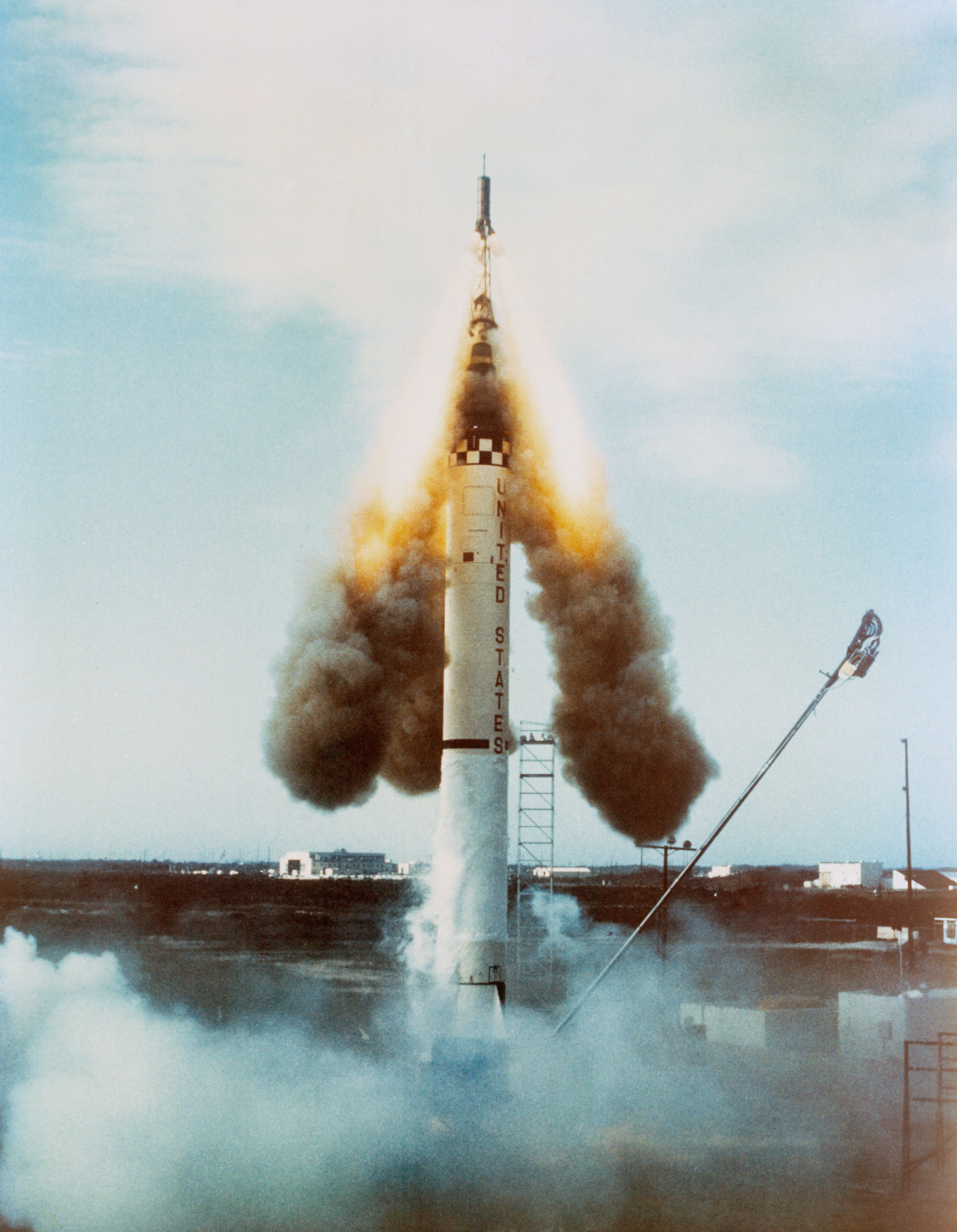
L'accensione anomala del LES motor
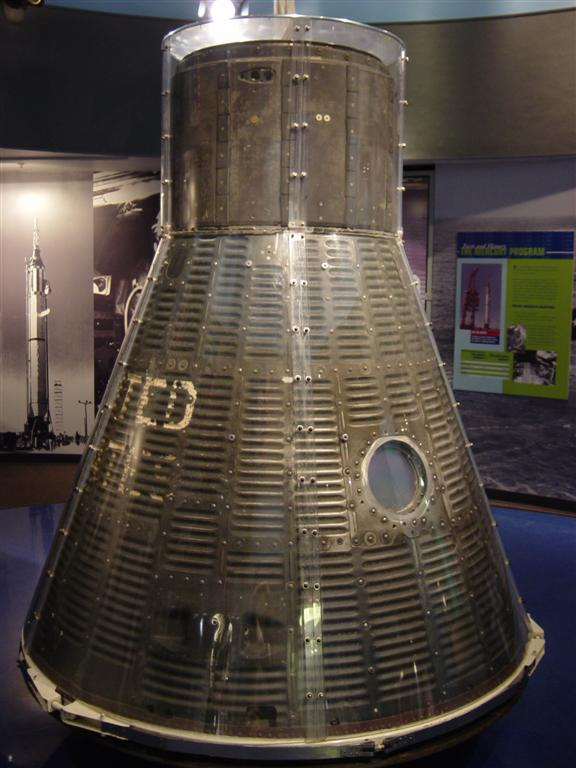
La capsula mercury usata in entrambe le missioni mercury-redstone 1 e mercury-restone 1A
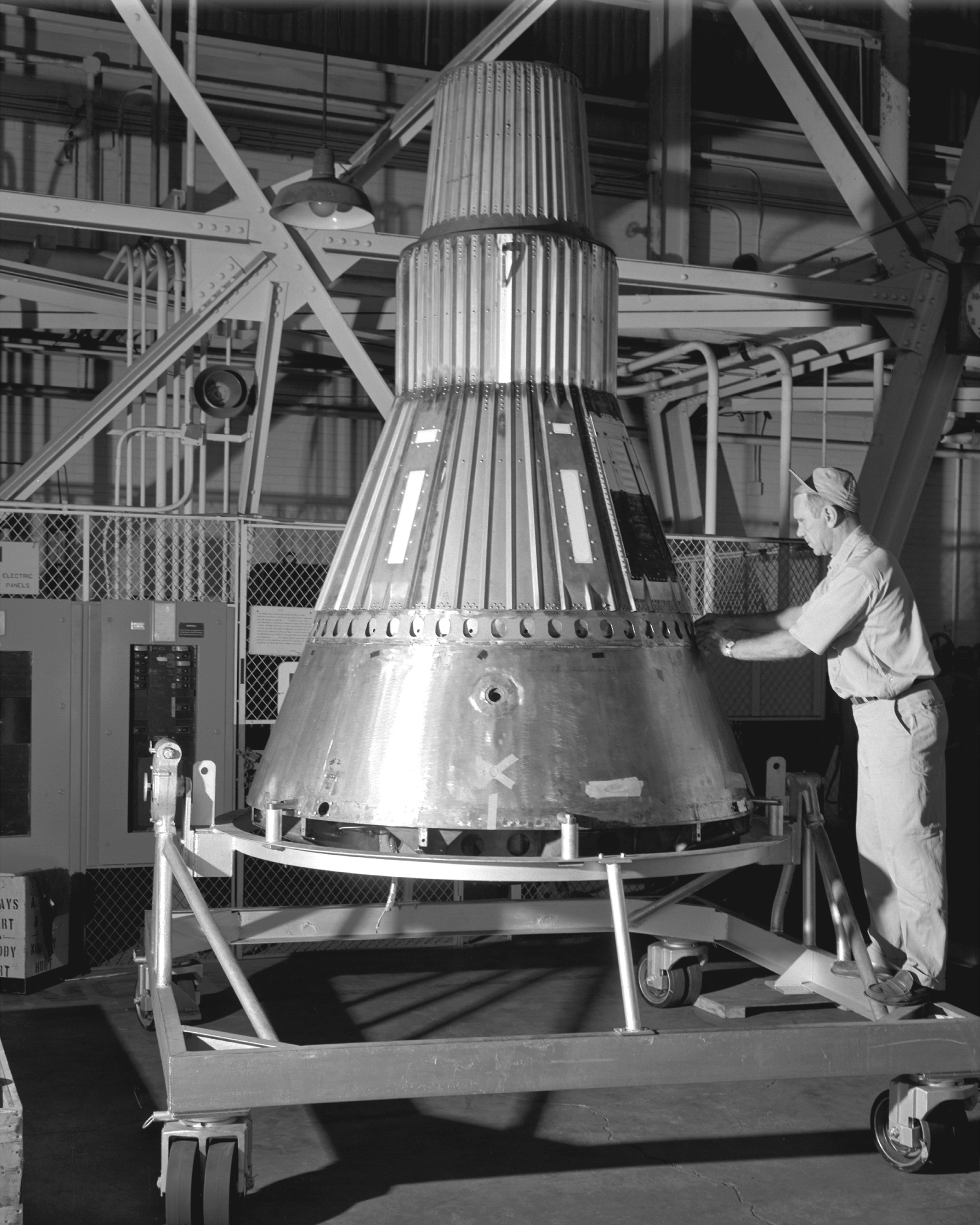
La capsula mercury in fase di costruzione al Lewis Hangar nel 1959